# Лісне (Чернігівський район)
Лі́сне — село в Україні, у Гончарівській селищній громаді Чернігівського району Чернігівської області. Населення становить 40 осіб. До 2020 орган місцевого самоврядування — Боровиківська сільська рада.